# Pteronotus alitonus
Pteronotus alitonus és una espècie de ratpenat de la família dels mormoòpids. Viu al Brasil, la Guaiana Francesa, Guyana i Surinam. No se sap gaire cosa sobre el seu comportament, però es creu que prefereix els boscos densos. Emet ultrasons a una freqüència de 59 a 60 KHz. Es tracta d'una espècie de Pteronotus de mida mitjana, amb un pes de 20–26 g. El seu nom científic, alitonus, significa 'to diferent' en llatí.